# Uğur Polat
Uğur Polat né le 1er janvier 1961 à Istanbul est un acteur turc.